# Hubert Lenz
Hubert Lenz SAC (* 30. Juli 1952 in Kassel) ist ein deutscher Philosoph und Theologe.

## Leben
Nach dem Abitur (1971) trat er in die Gemeinschaft der Pallottiner ein und studierte Philosophie und Theologie an den pallottinischen Hochschulen in Untermerzbach und Vallendar. Nach Abschluss mit dem theologischen Diplom 1978 wurde er zum Priester geweiht. Von 1978 bis 1982 war er Kaplan in Augsburg und Limburg an der Lahn. Das philosophische Zusatzstudium (1982–1988) in München schloss er mit dem Magister (1984) und der Promotion (1988) in Philosophie über Bernhard Welte bei Jörg Splett ab. Im November 1988 wurde ihm der Alfred-Delp-Preis verliehen. Einen zweisemestrigen Lehrauftrag für systematische Philosophie 1986/1987 hatte er an der PTH Vallendar. Ab Wintersemester 1988 war er Dozent für systematische Philosophie an der PTH Vallendar mit regelmäßigen Lehrveranstaltungen in Anthropologie, Metaphysik und philosophischer Gotteslehre. Die Vallendarer Glaubenskurse starteten 1992. Seit 1993 erstellte er eigene Kursmaterialien. Seit 1993 lehrte er als Professor an der PTH Vallendar. Von 1994 bis 2002, zusätzlich zur Professur, leitete und baute er organisatorisch wie konzeptionell das neu errichtete und mit der Hochschule verbundene Tagungshaus Forum Vinzenz Pallotti (u. a. Wiederaufbau nach Großbrand im August 2000). Seit Herbst 2002 ist er neben der Professur für die Glaubenskursarbeit freigestellt. Seit Mai 2003 leitet und errichtet er als Mitglied die Projektstelle Wege erwachsenen Glaubens. Seit dem Wintersemester 2003/2004 wurde der Lehrauftrag an der PTH um Evangelisierende Pastoral für Erwachsene erweitert.

## Publikationen (Auswahl)
- Mut zum Nichts als Weg zu Gott. Bernhard Weltes religionsphilosophische Anstösse zur Erneuerung des Glaubens (= Freiburger theologische Studien, Band 139). Herder, Freiburg im Breisgau/Basel/Wien 1989, ISBN 3-451-21476-8 (zugleich Dissertation, München 1989).
- Das Feuer neu entfachen. Teilnehmerheft. Verlag BE-Team, Lachen 2004, ISBN 3-909085-26-1.
  - Das Feuer neu entfachen. Zündende Impulse für einen lebendigen Glauben. Teilnehmerheft.  2., überarbeitete Auflage, WeG-Verlag, Oberbüren 2008, ISBN 978-3-909085-51-4.
  - Andrea Adolfné Kovács als Übersetzerin: A tüzet újra lángra lobbantani! Hogyan gyullad fel bennünk az élő hit tüze? Tanítások könyve (= Marana Tha sorozat, Band 152). Marana Tha, Budapest 2008, ISBN 978-963-9281-71-4.